# Свети Никола (Беличица)
Вижте пояснителната страница за други значения на Свети Никола.
„Свети Никола“ (на македонска литературна норма: „Свети Никола“) е възрожденска църква в горнореканското село Беличица, Северна Македония, част от Тетовско-Гостиварската епархия на Македонската православна църква – Охридска архиепископия.
Две от престолните икони – на Богородица Царица с Исус Христос и Свети Никола, са дело на видния крушевски зограф Николай Михайлов.
Храмът пострадва от масовите ограбвания на църкви в Западна Македония в началото на ХХI век. В 2012 година са откраднати 4 икони и пари, а в 2013 година отново са ограбени 20 ценни икони и пари.
- Иконостасът
- Царските двери
- Иконата над входа